# Bremerholm
Bremerholm war eine kleine Insel – ein Holm – auf der Segelstrecke zwischen der dänischen Hauptstadt Kopenhagen und Amager. Im 16. Jahrhundert wurde dort die Werft der Königlichen Marine angelegt, die nach der Insel kurz Holmen genannt wurde. Bekanntestes Bauwerk ist heute die Holmens Kirke, eine ehemalige Ankerschmiede. Gegen Ende des 17. Jahrhunderts wurde eine neue Marinewerft errichtet. Deren Areal, Nyholm, der neue Holm, wurde künstlich im Hafen angelegt. Aus Bremerholm wurde mit Umzug des Schiffbaubetriebs Gammelholm, der alte Holm. Erst 1859 verließ der letzte Marinebetrieb den Gammelholm, der zum Wohngebiet umgestaltet wurde. Bremerholm blieb als Name einer Straße erhalten.

## Geschichte

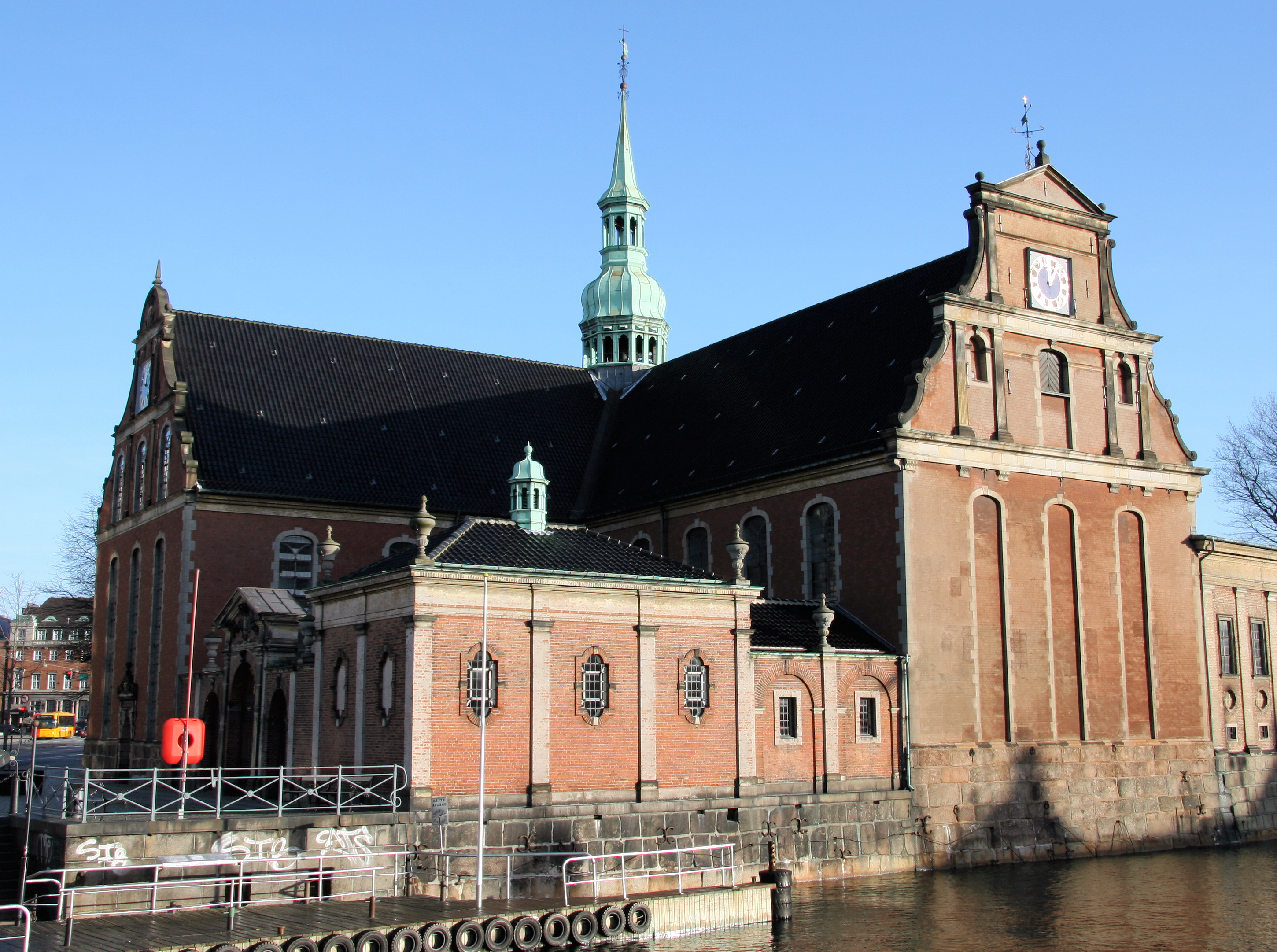
Holmens Kirke

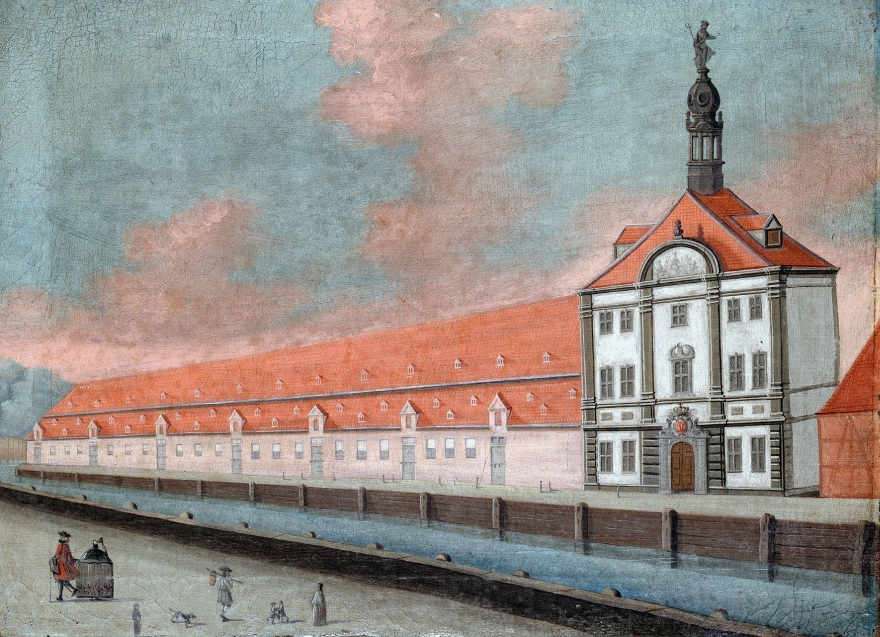
Magazine entlang der Reeperbahn

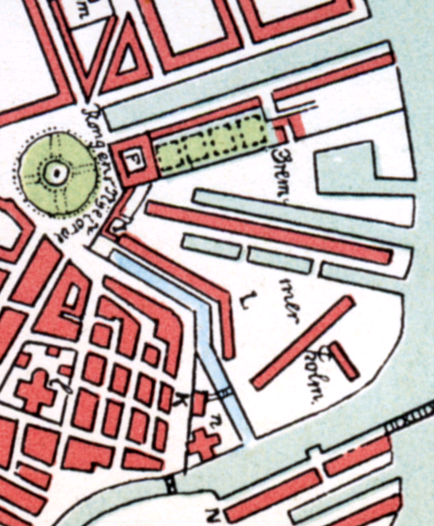
Plan des Marineareals

Benannt wurde der Holm vermutlich nach Kaufleuten oder Schiffbauern aus Bremen. Durch Aufschütten wurde die Insel bis 1500 fest mit Kopenhagen verbunden. Um 1510 entstand die Werft. König Christian III. ließ die Einrichtungen erweitern. Die Ankerschmiede wurde 1562 erbaut, elf Jahre später die Reeperbahn angelegt, sie ist in Teilen hinter Schloss Charlottenborg erhalten. Nachdem Christian IV. 1617 ein großes Werkstattgebäude errichten ließ, das unter anderem eine Schmiede mit 18 Essen beherbergte, wurde die alte Ankerschmiede zur Kirche des Bremerholms umgebaut. Am 5. September 1619 wurde die Kirche der lutherischen Kirche übergeben. Marineangehörige wurden dort getraut oder bestattet, wie Admiral Niels Juel.
Geleitet wurde der Schiffbaubetrieb auf dem Holm durch Holmadmirale oder Overekvipagemester. Auf der Werft arbeiteten meist Kettensträflinge. Um das Jahr 1690 begann unter den Admiralen Henrik Span und Christopher Ernst von Stöcken der Umzug des Baus der Linienschiffe und Fregatten nach Nyholm. Werkstätten und Magazine blieben noch bis 1859 auf Gammelholm. Dort wurde 1790 die erste dänische Dampfmaschine in Betrieb genommen. Zudem blieb Gammelholm ein Stützpunkt und Bürogebäude und Wohnungen für Marinebeamte wurden gebaut. Die beiden Werftinseln waren lange Zeit Dänemarks größter Arbeitsplatz.
Das Werftgelände wurde in den 1860er- und 1870er-Jahren nach Plänen des Architekten Ferdinand Meldahl zu einem Wohnviertel in Nähe des Stadtzentrums umgestaltet. Im Jahr 1932 wurde Bremerholm zum Namen eines umstrittenen Straßendurchbruchs.
In der Holmens Kirke heiratete die spätere Königin Margrethe II. am 10. Juni 1967 Graf Henri de Laborde de Monpezat (Prinz Henrik).